# 張敬軒×香港中樂團盛樂演唱會
《張敬軒×香港中樂團盛樂演唱會》是香港男歌手張敬軒第五次於紅磡香港體育館舉辦大型演唱會，亦是張敬軒首次和香港樂團合作，演唱會由英皇娛樂主辦。

## 宣傳
於2019年9月張敬軒宣布會在香港體育館在2019年11月22日至25日舉辦一連三場《張敬軒×香港中樂團盛樂演唱會》，並不斷放出各樣宣傳海報，除此之外，他亦在社交平台先放出了中樂版《青春常駐》讓大家先感受一下中樂版的編曲。

## 軼事
就在幾個月後，本演唱會首場前一個禮拜，英皇娛樂宣布取消演唱會，英皇娛樂表示：「鑒於近日交通情況難以預料，為顧及所有觀眾及參與者的安全，連日來經與各方商討，我們遺憾地宣布取消於2019年11月22日至25日於香港體育館舉行之《張敬軒×香港中樂團盛樂演唱會》。已購票樂迷請留意英皇娛樂官方網站及Facebook平台，相關的退票手續將盡快於兩星期內公布。」，張敬軒亦在之後神隱社交平台。在2020年3月，張敬軒重回社交平台，並在2020年3月26日宣布把《張敬軒×香港中樂團盛樂演唱會》重新帶回來，並宣布會在2020年11月22日至25日舉辦演唱會。張敬軒最後在2020年10月24日宣布演唱會能如期舉行，並宣布加開兩場，分別是2020年11月26日和27日。因2019冠状病毒病疫情的關係，紅磡香港體育館只能容納6000人，主辦方為了更多人能欣賞演唱會，宣布再度加場，分別是11月28日和29日。

## 場次
| 場次 | 日期   | 日期     | 國家／地區 | 城市 | 場地           | 備注 |
| ---- | ------ | -------- | ---------- | ---- | -------------- | ---- |
| 1    | 2020年 | 11月22日 | 香港       | 香港 | 紅磡香港體育館 |      |
| 2    | 2020年 | 11月23日 | 香港       | 香港 | 紅磡香港體育館 |      |
| 3    | 2020年 | 11月24日 | 香港       | 香港 | 紅磡香港體育館 |      |
| 4    | 2020年 | 11月25日 | 香港       | 香港 | 紅磡香港體育館 |      |
| 5    | 2020年 | 11月26日 | 香港       | 香港 | 紅磡香港體育館 |      |
| 6    | 2020年 | 11月27日 | 香港       | 香港 | 紅磡香港體育館 |      |
| 7    | 2020年 | 11月28日 | 香港       | 香港 | 紅磡香港體育館 |      |
| 8    | 2020年 | 11月29日 | 香港       | 香港 | 紅磡香港體育館 |      |

## 曲目

#### Part 1
1. 酷愛
2. 不吐不快
3. 男孩最痛
4. 春秋

#### Part 2
1. 無忘花
2. 追風箏的孩子
3. 披星戴月
4. 青春常駐

#### Part 3
1. 悔過詩
2. 情歸何處
3. 孤單公園
4. 空手而來

#### Part 4
1. 桃色冒險
2. 故園花茶
3. 笑忘書

#### ENCORE

##### 第八場（2020年11月29日）
1. 只是太愛你
2. 騷靈情歌
3. 雪花抄
4. 櫻花樹下
5. Hurt So Bad
6. 餘震